# Henryk Kukier
Henryk Jerzy Kukier est un boxeur polonais né à Lublin le 1er janvier 1930 et mort le 5 décembre 2020 à Strzelce Krajeńskie.

## Carrière
Kukier compte à son actif 256 combats (234/1/21) et 35 sélections en équipe nationale. Sa carrière est principalement marquée par un titre de champion d'Europe à Varsovie en 1953 dans la catégorie poids mouches.

### Jeux olympiques
- Participation aux Jeux de 1952 à Helsinki[3]
- Participation aux Jeux de 1956 à Melbourne
- Participation aux Jeux de 1960 à Rome

### Championnats d'Europe de boxe amateur
- Participation en 1959 à Lucerne, Suisse
- Participation en 1957 à Prague, Tchécoslovaquie
- Médaille de bronze en -51 kg en 1955 à Berlin-Ouest, Allemagne de l'Ouest
- Médaille d'or en -51 kg en 1953 à Varsovie, Pologne

### Championnats de Pologne
- Champion national de 1953 à 1957 et en 1960
- Vice champion en 1952